# Molí de Barrina
El Molí de Barrina era un molí de la vila d'Amposta, enderrocat a finals del segle xx.

## Descripció
Es tractava d'un molí situat al barri Grau d'Amposta, a l'inici de la carretera que menava a Tortosa, construït en un moment, d'intensa explotació dels cultius arrossers del delta de l'Ebre.
Era de forma rectangular, amb un cos central de dos plantes i golfes, fet de totxo arrebossat i amb les façanes exteriors pintades. Tenia una xemeneia de traçat circular, amb base quadrada on estava la boca, feta de totxo vist, amb petites motllures a la part superior del fumeral.